# 알바로 메드란
알바로 메드란 후스트(스페인어: Álvaro Medrán Just 'alβaɾo me'ðɾan xust[*], 1994년 3월 15일, 안달루시아 지방 도스 토레스 ~)는 스페인의 프로 축구 선수로, 이티파크에서 미드필더로 활약하고 있다.

## 클럽 경력

### 레알 마드리드
코르도바도 도스토레스 출신으로, 메드란은 2011년, 17세의 나이로 레알 마드리드 유소년 아카데미에 입단하기 전까지 인근 구단에서 축구를 했다.
2013년 여름, 3군으로 승격된 이후, 메드란은 2014년 2월 23일에 첫 프로 경기를 뛰었는데, 2-0으로 이긴 사라고사와의 세군다 디비시온 2군 경기에 후반 교체로 들어가 뛰었다. 5월 31일, 그는 첫 프로 경기 득점을 기록했는데, 사바델과의 경기에서 두 골을 넣어 2-1 승리를 견인했다.
2014년 10월 18일, 5-0으로 이긴 레반테 원정에서 루카 모드리치와 79분에 교체로 들어가 1군이자 라 리가 데뷔전을 치렀다. 2014년 12월 9일, 그는 UEFA 챔피언스리그 첫 경기를 치렀는데, 83분에 가레스 베일과 교체로 들어간 뒤, 5분 만에 루도고레츠 라즈그라드를 상대로 4-0 쐐기골을 넣어 첫 1군 무대 골을 기록했다.

#### 헤타페 임대
2015년 7월 2일, 메드란은 같은 1부 리그 소속의 헤타페로 한 시즌 간 임대되었다. 그는 4월 24일에 라 리가 첫 골을 기록했는데, 구단은 안방에서 발렌시아와 2-2로 비겼다. 그는 5월 15일에 한 골을 추가했지만 레알 베티스 원정 경기는 1-2로 끝나면서 헤타페의 강등이 확정되었다.

### 발렌시아
2016년 7월 11일, 메드란은 발렌시아의 4년짜리 계약서에 서명했다.

## 경력 통계
2019년 6월 5일 기준
| 클럽                 | 시즌      | 리그 | 리그 | 컵   | 컵 | 대륙 | 대륙 | 합계 | 합계 |
| 클럽                 | 시즌      | 출장 | 골   | 출장 | 골 | 출장 | 골   | 출장 | 골   |
| -------------------- | --------- | ---- | ---- | ---- | -- | ---- | ---- | ---- | ---- |
| 레알 마드리드 C      | 2012–13   | 18   | 3    | —    | —  | —    | —    | 18   | 3    |
| 레알 마드리드 C      | 2013–14   | 29   | 10   | —    | —  | —    | —    | 29   | 10   |
| 레알 마드리드 C      | 합계      | 47   | 13   | —    | —  | —    | —    | 47   | 13   |
| 레알 마드리드 B      | 2013–14   | 9    | 2    | —    | —  | —    | —    | 9    | 2    |
| 레알 마드리드 B      | 2014–15   | 25   | 6    | —    | —  | —    | —    | 25   | 6    |
| 레알 마드리드 B      | 합계      | 34   | 8    | —    | —  | —    | —    | 34   | 8    |
| 레알 마드리드        | 2014–15   | 2    | 0    | 2    | 0  | 1    | 1    | 5    | 1    |
| 헤타페 (임대)        | 2015–16   | 20   | 2    | 0    | 0  | 0    | 0    | 20   | 2    |
| 발렌시아             | 2016–17   | 16   | 2    | 4    | 1  | –    | –    | 20   | 3    |
| 알라베스 (임대)      | 2017–18   | 17   | 2    | 4    | 0  | –    | –    | 21   | 2    |
| 라요 바예카노 (임대) | 2018–19   | 21   | 3    | 1    | 0  | –    | –    | 22   | 3    |
| 경력 합계            | 경력 합계 | 157  | 30   | 11   | 1  | 1    | 1    | 169  | 32   |

## 수상
레알 마드리드
- FIFA 클럽 월드컵: 2014